# Paul Pelseneer
Jean Paul Louis Pelseneer (* 26. Juni 1863 in Brüssel; † 5. Mai 1945 ebenda) war ein belgischer Zoologe.

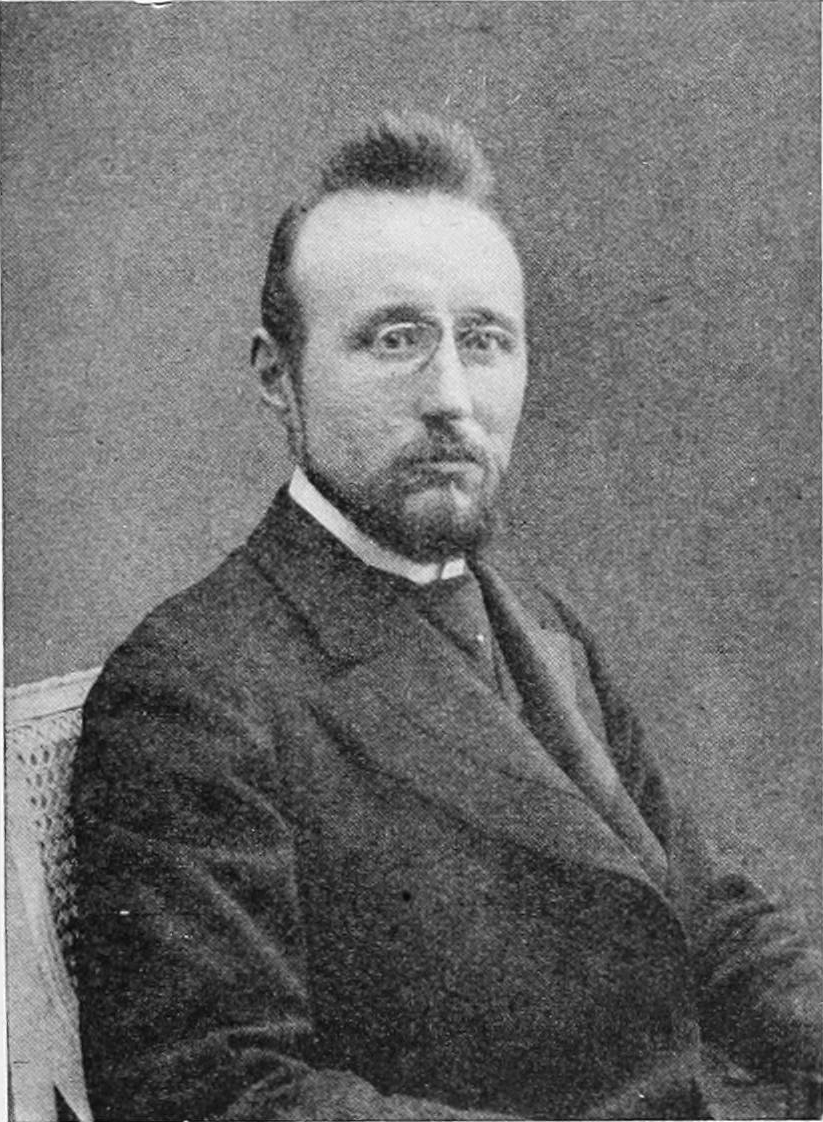
Paul Pelseneer

Pelseneer interessierte sich schon früh für Naturgeschichte und speziell Mollusken. Er studierte Naturwissenschaften an der Universität Brüssel, an der er 1884 promoviert wurde und studierte danach bei Alfred Mathieu Giard (Universität Lille) am Meereslabor in Wimereux und bei Ray Lankester am University College London. Danach war er Chemielehrer in Gent und befasste sich nur in seiner Freizeit mit Zoologie, wozu er auch das Meereslabor von Giard besuchte. Während der deutschen Besetzung Belgiens im Ersten Weltkrieg verlor er seine Stelle als Lehrer. Ab 1919 war er ständiger Sekretär der Königlich Belgischen Akademie der Wissenschaften, was er bis 1936 blieb.
1899 wurde er korrespondierendes und 1903 ordentliches Mitglied der Königlichen Akademie der Wissenschaften und Schönen Künste von Belgien. 1906 wurde er Ehrendoktor in Leeds und 1934 der Universität Brüssel und 1922 Ehrenmitglied der Malacological Society of London. 1947 erhielt er postum den Cuvier-Preis. Er war seit 1931 korrespondierendes Mitglied der Académie des sciences.
Er beschrieb 31 neue Arten von Mollusken und bearbeitete von der Challenger-, Belgica- und Siboga-Expedition gesammeltes Material. Er benannte die Infraklasse von Muscheln Protobranchia und die Familie der Ruderschnecken Notobranchaeidae.
Die Gattung Pelseneeria wurde ihm zu Ehren benannt. Gleiches gilt für die Pelseneer-Insel in der Antarktis.

## Schriften
- Introduction à l’étude des Mollusques, 1894
- Essai d’Ethologie zoologique d’après l’étude des Mollusques, 1935
- Mollusca. A treatise on zoology, Band 5, London: Black 1906